# Palazzo Galmanini Portaluppi
Palazzo Galmanini Portaluppi är en byggnad belägen vid Viale Beatrice d'Este 23 i Milano, i hörnet av Via Anelli, i stadsdelen Quadronno. Byggnaden uppfördes mellan 1953 och 1956 av Gualtiero Galmanini och Piero Portaluppi, och är ett av de mest betydelsefulla exemplen på italiensk rationalistisk arkitektur.